# Samsung Galaxy S II
Samsung Galaxy S II (GT-I9100) este un smartphone realizat și produs de către compania sud-coreeană Samsung. Acesta face parte din seria Galaxy și din seria S. Samsung Galaxy S II rulează sub sistemul de operare Android, cea mai recentă versiune fiind Android 4.1.2. (Jelly Bean), iar cea mai veche fiind Android 2.3.3. (Gingerbread). Este succesorul lui Samsung Galaxy S, diferențele dintre cele două dispozitive fiind aspectul și un hardware îmbunătățit semnificativ. Este de asemenea predecesorul lui Samsung Galaxy S III, o versiune lansată în mai 2012.
La vremea lansării, Samsung Galaxy S II a fost cel mai subțire smartphone, având grosimea de doar 8,49 mm, exceptând cele două ridicături care au majorat grosimea la 9,91 mm. Galaxy S II are un procesor cu două nuclee de 1,2 GHz cu un sistem Exynos pe cip (SoC), un RAM de 1 GO, un ecran Super AMOLED Plus de 10,8 cm (4,3 inchi) și o cameră de 8 megapixeli cu bliț incorporat și cu o rezoluție la înregistrarea videoclipurilor de 1080p.
Bateria care poate fi încărcată durează circa 10 ore în condiții de utilizare continuă sau două zile în cazul folosirii reduse. Conform Samsung, Galaxy S II este capabil de 9 ore de convorbire neîntreruptă în rețea 3G și 18,3 ore în 2G.

## Introducerea pe piață și primirea
Apărut pentru prima dată pe piață în luna mai in anul 2011, telefonul a avut premiera în România, în mod neașteptat, tot în aceeași lună. La acea vreme, industria telefoanelor smartphone echipate cu hardware performant a câștigat rapid un loc în preferințele consumatorilor. Capabilitatea de a precomanda aparatul a dus la oprirea vânzărilor. Dată fiind vânzarea a peste 6 milioane de bucăți în toată lumea până în luna iulie, comercializarea aparatului în Statele Unite ale Americii a început abia în august 2011.
Galaxy S II a fost disponibil le nivel global prin intermediul a 140 de furnizori din 120 de țări. Pe data de 9 mai 2011, Samsung a anunțat că a primit precomenzi pentru 3 milioane de unități Galaxy S II din toată lumea. Multe magazine au primit aparatele încă din aprilie 2011 pentru comercializare.
| Țara                  | Data lansării   |
| --------------------- | --------------- |
| Australia             | 1 iunie 2011    |
| Coreea de Sud         | 29 aprilie 2011 |
| Emiratele Arabe Unite | 22 iunie 2011   |
| Filipine              | 27 iunie 2011   |
| Hong Kong             | 14 iunie 2011   |
| India                 | 8 iunie 2011    |
| Iran                  | 1 iunie 2011    |
| Irak                  | 18 iulie 2011   |
| Japonia               | 23 iunie 2011   |
| Liban                 | 21 iunie 2011   |
| Malaysia              | 22 iunie 2011   |
| Pakistan              | 23 iulie 2011   |
| Singapore             | 24 iunie 2011   |
| Taiwan                | 17 iunie 2011   |
| Thailanda             | 8 iulie 2011    |
| Yemen                 | 3 iulie 2011    |

| Țara                       | Companie                            | Data lansării      | Variantă                          |
| -------------------------- | ----------------------------------- | ------------------ | --------------------------------- |
| Canada                     | Bell Mobility, Virgin Mobile Canada | Iulie 2011         | Samsung Galaxy S II 4G            |
| Canada                     | Telus                               | Octombrie 2011     | Samsung Galaxy S II X             |
| Canada                     | Rogers Wireless                     | Noiembrie 2011     | Samsung Galaxy S II LTE (i727R)   |
| Mexic                      | Telcel                              | Iunie 2011         | Samsung Galaxy II LTE             |
| Statele Unite ale Americii | Sprint                              | 16 septembrie 2011 | Samsung 'EPIC 4G Touch'           |
| Statele Unite ale Americii | AT&T                                | 6 noiembrie 2011   | Samsung Galaxy S II AT&T          |
| Statele Unite ale Americii | T-Mobile                            | 12 octombrie 2011  | Samsung Galaxy S II T-Mobile      |
| Statele Unite ale Americii | U.S. Cellular                       | 1 martie 2012      | Samsung Galaxy S II U.S. Cellular |
| Caraibe                    | Digicel                             | 21 decembrie 2011  | Samsung Galaxy S II Digicel       |

| Țara      | Data lansării  |
| --------- | -------------- |
| Chile     | 25 mai 2011    |
| Brazilia  | 28 iunie 2011  |
| Argentina | 22 august 2011 |

| Țara          | Data lansării   |
| ------------- | --------------- |
| Africa de Sud | Iunie 2011      |
| Uganda        | Septembrie 2011 |

| Țara         | Data lansării |
| ------------ | ------------- |
| Austria      | 5 mai 2011    |
| Danemarca    | 19 mai 2011   |
| Belgia       | 1 iunie 2011  |
| Finlanda     | 25 mai 2011   |
| Franța       | 28 mai 2011   |
| Germania     | 16 mai 2011   |
| Ungaria      | 1 iunie 2011  |
| Irlanda      | 1 iunie 2011  |
| Italia       | 25 mai 2011   |
| Olanda       | 11 mai 2011   |
| Norvegia     | 26 mai 2011   |
| Polonia      | 26 mai 2011   |
| Portugalia   | 8 iunie 2011  |
| România      | 26 mai 2011   |
| Rusia        | 18 mai 2011   |
| Slovacia     | 18 mai 2011   |
| Spania       | 15 mai 2011   |
| Suedia       | 12 mai 2011   |
| Turcia       | 9 iunie 2011  |
| Regatul Unit | 1 mai 2011    |

## Hardware

### Procesor
În iulie 2011 s-a afirmat că Motorola și-a făcut reclamă falsă, compania susținând că modelul Atrix este cel mai performant smartphone de pe piață. Autoritatea de Control al Reclamelor din Regatul Unit a dovedit contrariul, demonstrând că Galaxy S II este mai performant datorită procesorului mai rapid.
Telefonul Samsung Galaxy S II dispune de un procesor cu două nuclee tactat la 1,2 GHz cu tehnologia SoC (sistem-pe-cip) Exynos, montat pe GPU-ul cu folosință proprie ARM Mali-400 MP.

#### Nvidia Tegra 2
La câtva timp de la lansarea aparatului, Samsung a lansat de asemenea și „Tegra 2” de la Nvidia special pentru Samsung Galaxy R, dar apoi, mai târziu și pentru telefonul Galaxy S II. Eldar Murtazin, de la Mobile-Review.com a spus că Samsung a experimentat dificultăți în distribuția chip-ului Exynos, dar și a ecranelor Super AMOLED Plus. A punctat și faptul că nimeni nu s-a așteptat la „marele succes” al telefonului precedent, Samsung Galaxy S.

### Memorie
Galaxy S II are 1 GB dedicat RAM-ului și 16 GB de stocare internă în masă. În compartimentul pentru baterie, există un card de memorie external microSD ce poate găzdui un card SDXC de 32 GB.

### Afișaj
Telefonul Samsung Galaxy S II dispune de un touchscreen capacitiv Super AMOLED Plus de 108,5 milimetri cu rezoluție WVGA (800x480). Acesta este acoperit de sticla Gorilla Glass cu un strat lipofobic, rezistent la amprente. Touchscreen-ul este la o versiune îmbunătățită a celei predecesoare, iar „Plus” semnifică faptul că tabloul ecranului nu s-a mai făcut cu matrițe Pentile ci cu matrițe obișnuite RGB. Din asta reiese o creștere de 50% a numărului de subpixeli, eliminarea imaginilor cu aspect granulos și claritatea mai ridicată a imaginilor și a textului.

### Sunet
Galaxy S II folosește hardware audio produs de compania internațională Yamaha. Predecesorul lui Galaxy S II, originalul Galaxy S, a folosit hub-ul audio WM8994 DAC de la compania Wolfson. Impresia utilizatorilor de forum-uri de internet, a fost aceea că hardware-ul de la Yamaha produce o calitate mai slabă a sunetului, în comparație cu hub-ul audio de la Wolfson.

### Cameră
În partea din spate a aparatului se poate găsi o cameră de 8 Megapixeli cu senzor de iluminare din spate și un singur bliț LED, ce poate înregistra videoclipuri în full high-definition de 1080p cu 30 de cadre pe secundă. De asemenea, mai este și o cameră de tip "front-facing" pentru apeluri video, dar și pentru videoclipuri și fotografii de uz general, cu o rezoluție maximă de 640x480 (VGA).

## Software

### Android
Telefonul Samsung Galaxy S II se comercializează cu sistemul de operare Android 2.3 (Gingerbread) gata instalat. Variantele Samsung Galaxy S II din Statele Unite ale Americii au început să fie comercializate cu versiunea puțin modificată Android 2.3.5 (Gingerbread). Update-ul de firmware Android 2.3.6 de la Samsung a fost făcut public în mod global pe 12 decembrie 2011. Pe 13 martie 2012, Samsung a început să publice upgrade-ul Android 4.0.3. Aceasta a fost o lansare limitată doar pentru utilizatorii telefoanelor din Coreea, Ungaria, Polonia și Suedia, acestea fiind primele țări care au avut versiunea Android 4.0.3 prin programul de management al telefoanelor, de la Samsung, KIES.

### Interfața utilizatorului
Telefonul deține ultima versiune de interfață a utilizatorului de la Samsung, TouchWiz 4.0. Aceasta urmărește același principiu ca la TouchWiz 3.0, doar că îi este îmbunătățită viteza la hardware. Are o nouă interacțiune bazată pe gesturi numită „mișcare” care (printre altele) permite utilizatorului să mărească/depărteze punând două degete pe ecran și apropiindu-le/depărtându-le de locul în care vor să mărească/depărteze imaginea. Această funcție poate fi aplicată pe imagini, texte, dar și pe paginile de internet.

### Aplicații incluse
Patru noi aplicații Hub de la Samsung au fost dezvăluite în cadrul Mobile World Congress din 2011:
Social Hubcare integrează rețele de socializare precum Facebook sau Twitter într-o singură aplicație și nu în mai multe, separate
Readers Hubcare permite accesul, citirea sau descărcarea de ziare online, e-cărți sau reviste dintr-o selecție globală
Music Hubcare permite descărcarea și cumpărarea de melodii pe aparat (Samsung aliindu-se cu 7digital pentru această aplicație)
Game Hubcare permite descărcarea și cumpărarea de jocuri pe aparat (Samsung aliindu-se cu Gameloft pentru această aplicație)
Alte aplicațiiKies 2.0, Kies Air, AllShare (pentru DLNA), recunoașterea vocii, Google Translatare-de-Voce, Google Hărți cu Latitude, Locuri, Navigație (beta) și Management în caz de telefon pierdut, Adobe Flash 10.2, QuickOffice și QuickType

### Suport media
Samsung Galaxy S II vine cu un suport pentru multe formate multimedia și codec-uri. În cazul fișierelor audio, acesta suportă FLAC, WAV, Vorbis, MP3, AAC, AAC+, eAAC+, WMA, AMR-NB, AMR-WB, MID, AC3 și XMF. În cazul videoclipurilor, acesta suportă MPEG-4, H.264, H.263, DivX HD/XviD, VC-1, 3GP (MPEG-4), WMV (ASF) dar și AVI (DivX), MKV, FLV și codec-ul Sorenson.

## Vânzări
Pe 2 iunie 2012, Samsung a anunțat că a vândut în total 28 de milioane de telefoane Galaxy S II și 24 de milioane de telefoane Galaxy S.